# Partia Konserwatywna
De Conservatieve Partij (PK) (Pools: Partia Konserwatywna) was een Poolse conservatieve partij, die heeft bestaan in de jaren 1992-1997.
De PK werd opgericht op 6 december 1992 nadat een deel van de leden van de Fractie van Democratisch Rechts uit de Democratische Unie (UD) van oud-premier Tadeusz Mazowiecki waren gestapt. Ook enkele andere kleine groeperingen traden toe. Voorzitter werd de voormalige vicevoorzitter van de UD, Aleksander Hall. 
De partij nam aan de parlementsverkiezingen van 1993 deel als onderdeel van een coalitie met andere rechtse partijen, Katholiek Kiescomité "Vaderland". Deze haalde 6,37% van de stemmen en kwam daarmee niet over de kiesdrempel, die voor coalities 8% bedroeg. Hierop ontstond er binnen deze partij een discussie over de verder te voeren koers. Aleksander Hall wilde toenadering zoeken tot de Democratische Unie en het Liberaal-Democratisch Congres, zijn tweede man, Kazimierz Michał Ujazdowski, sprak zich uit voor samenwerking met de meer confessioneel georiënteerde partijen Centrumalliantie (PC) en Christelijk-Nationale Unie (ZChN). Dit leidde in februari 1994 tot een splitsing in de partij, toen de groep rond Ujazdowski de Conservatieve Coalitie (KK) oprichtte.
In de jaren die volgden, maakte de PK deel uit van verschillende buitenparlementaire rechtse coalities. Bij de verkiezingen van 1997 was de PK onderdeel van de coalitie Verkiezingsactie Solidariteit (AWS). In datzelfde jaar vormde de PK samen met een groep voormalige leden van de Vrijheidsunie de Conservatieve Volkspartij (SKL), waarvan een deel in 2001 zou toetreden tot het Burgerplatform.